# Nan of Music Mountain
Nan of Music Mountain er en amerikansk stumfilm fra 1917 af George Melford og Cecil B. DeMille.

## Medvirkende
- Wallace Reid som Henry de Spain
- Ann Little som Nan Morgan
- Theodore Roberts som Duke Morgan
- James Cruze som Gale Morgan
- Charles Ogle som Sassoon